# Maksim Alekseyevich Purkayev
Maksim Alekseyevich Purkayev (tiếng Nga: Максим Алексеевич Пуркаев; 14 (26) tháng 8 năm 1894, tại làng Nalitovo, Đế quốc Nga - ngày 1 tháng 1 năm 1953, Moskva) là một nhà lãnh đạo quân sự Liên Xô, hàm Đại tướng.

## Tiểu sử
Purkayev gia nhập Quân đội Hoàng gia Nga năm 1915, và đạt cấp bậc praporshchik (tương đương Hạ sĩ quan) trước khi gia nhập Hồng quân năm 1918. Ông trở thành thành viên của Đảng Cộng sản vào năm 1919. Trong Nội chiến Nga, ông phục vụ trân cương vị chỉ huy đại đội và tiểu đoàn, và sau khi hoàn thành khóa huấn luyện sĩ quan Vystrel năm 1923, ông làm chỉ huy trung đoàn (Sư đoàn súng trường 24), sĩ quan tham mưu và chỉ huy của một sư đoàn cho đến năm 1936 khi ông bắt đầu học tại Học viện quân sự Frunze.
Từ năm 1938, Purkayev giữ chức Tham mưu trưởng Quân khu Belorussia, là Tùy viên quân sự Liên Xô tại Berlin khi Thế chiến thứ hai nổ ra năm 1939, và tham gia lên kế hoạch chiếm đóng Ba Lan. Từ tháng 7 năm 1940, Purkayev giữ chức Tham mưu trưởng Quân khu đặc biệt Kiev, và từ khi bắt đầu Chiến tranh Xô-Đức làm Tham mưu trưởng Phương diện quân Tây Nam (tháng 6, tháng 7 năm 1941), và sau đó là tư lệnh tập đoàn quân 60 và sau đó là Tập đoàn quân xung kích 3. Năm 1942 - 1943, ông là Tư lệnh Phương diện quân Kalinin và từ tháng 4 năm 1943, Phương diện quân Viễn Đông (năm 1945 đổi thành Phương diện quân Viễn Đông 2). Từ tháng 9 năm 1945 đến tháng 1 năm 1947, Purkayev giữ chức sĩ quan chỉ huy của Quân khu Viễn Đông trong thời gian đó ông được đề cử vào Xô viết tối cao Liên Xô (1946-1950).
Từ tháng 6 năm 1947, Purkayev là Tham mưu trưởng và Phó tư lệnh của Lực lượng Viễn Đông. Từ tháng 7 năm 1952 đến khi qua đời, Purkayev giữ chức vụ Trưởng phòng Giáo dục Đại học của Bộ Quốc phòng Liên Xô.

## Danh hiệu và giải thưởng
Maksim Purkayev được trao tặng hai Huân chương Lenin, bốn Huân chương Cờ đỏ, Huân chương Suvorov (hạng 1), Huân chương Kutuzov (hạng 1) và nhiều huy chương khác.

## Lịch sử quân hàm
- Lữ đoàn trưởng (Комбриг) — 17 tháng 2 năm 1936;
- Sư đoàn trưởng (Комдив) — 15 tháng 7 năm 1938;
- Quân đoàn trưởng (Комкор) — 9 tháng 2 năm 1939;
- Trung tướng (Генерал-лейтенант) — 4 tháng 7 năm 1940;
- Thượng tướng (Генерал-полковник) — 18 tháng 11 năm 1942;
- Đại tướng (Генерал армии) — 26 tháng 10 năm 1944.